# Julie de Corse
Pour les articles homonymes, voir Sainte Julie et Sainte-Julie.
Julie de Corse ou Julie de Carthage est une martyre et une sainte de l'Église catholique et de l'Église orthodoxe. Elle est également la patronne de la Corse et de Livourne.
Sa fête est célébrée, sous le nom de sainte Julie (santa Ghjulia en corse), le 8 avril dans le calendrier français des fleuristes, le 22 mai par les catholiques, et le 16 juillet par les orthodoxes.
Deux versions contradictoires de l'origine et du martyre de Julie divisent les hagiographes.

## Biographie

### Version des Bollandistes
Julie était issue d'une famille noble de Carthage. Après la prise de la ville par les Vandales de Genséric en 439 et la soumission de la population, Julie fut vendue comme esclave à un commerçant syrien, Eusèbe. La jeune chrétienne se dévoua avec zèle à son maître. Eusèbe l'embarqua avec lui lorsqu'il partit pour la Gaule. Il fit escale en Corse, près de Nonza, où l'on célébrait ce jour-là les dieux par le sacrifice d'un taureau.
Eusèbe se joignit aux festivités mais Julie, pleine de réprobation pour une fête païenne, demeura sur le bateau. Lorsque Félix Saxo, le gouverneur local, apprit qu'elle s'y trouvait, il enivra Eusèbe, qui refusait de la livrer. Lorsque le marchand fut endormi, il fit enlever la jeune chrétienne et lui demanda de sacrifier aux dieux. Julie fut condamnée à mort pour son refus et surtout pour sa réponse hardie. Elle fut frappée au visage jusqu'au sang, traînée par les cheveux, fouettée puis crucifiée. La légende veut qu'une colombe s'échappa de sa bouche, symbole d'innocence et de sainteté. Des religieux de l'île de Gorgone vinrent chercher son corps et le placèrent à l'abri dans leur monastère. Plus tard, ses restes furent transportés à Brescia et ouvrirent un culte à sainte Julie dans le Nord de l'Italie.
Cette version fut adoptée par les offices du diocèse d'Ajaccio.

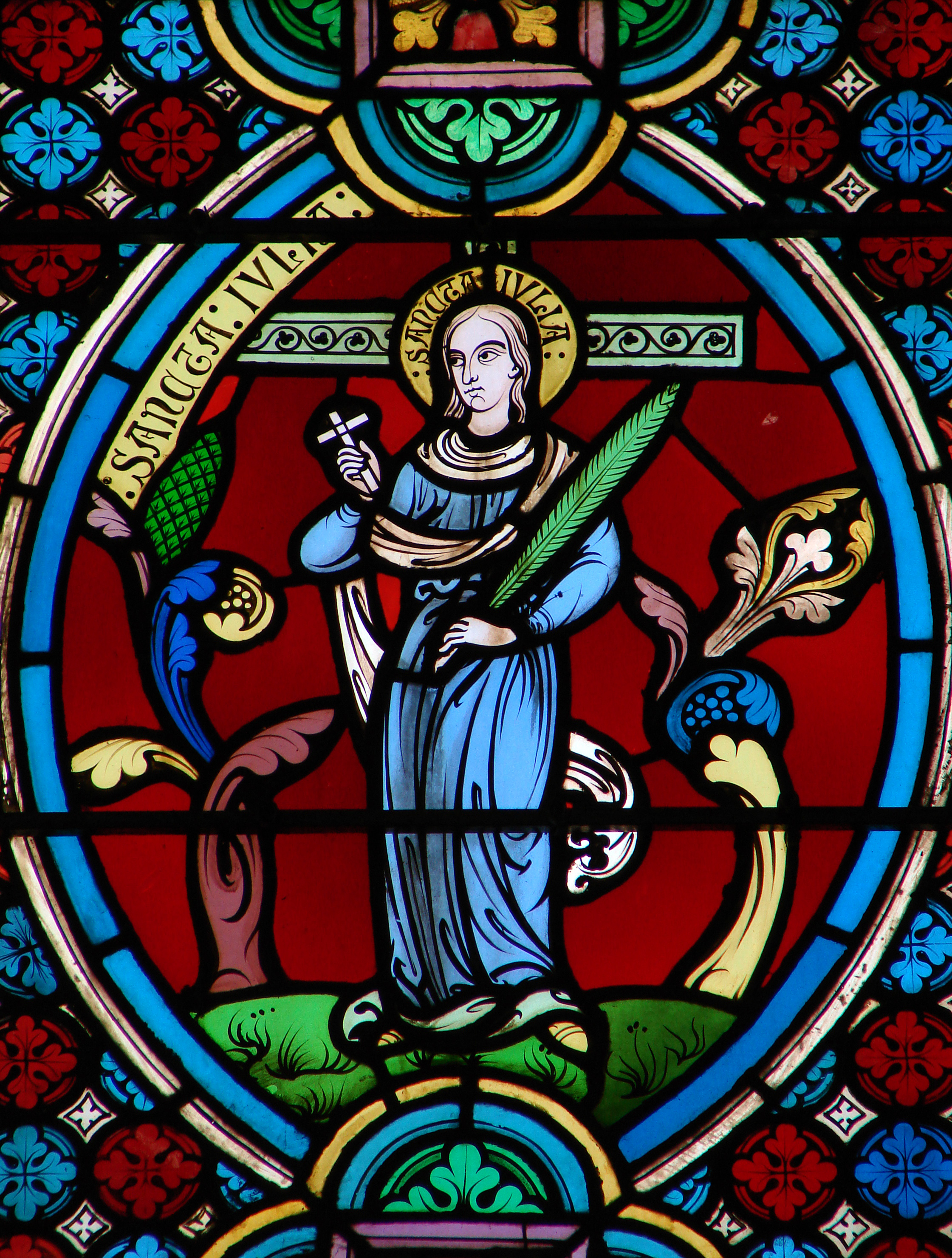
Sainte Julie, vitrail de la cathédrale de Meaux.

### Version corse
Santa Ghjulia était native de Nonza, et contemporaine de santa Divota (il semblerait d'ailleurs s'agir de la même sainte), c'est-à-dire sous le règne de Dioclétien, au tout début du IVe siècle. Parce qu'elle refusait de sacrifier aux dieux, les Romains la torturèrent. La légende a retenu particulièrement l'un des supplices : ses bourreaux lui coupèrent les seins et les jetèrent contre les rochers, en contrebas du village de Nonza ; deux fontaines jaillirent aussitôt de la roche. Le miracle enragea ses bourreaux, qui l'attachèrent à un figuier et la laissèrent mourir dans la souffrance. Comme dans la précédente version, une colombe s'échappa de sa bouche à sa mort.
Cette seconde version toutefois peu vraisemblable de la vie de sainte Julie fut soutenue par de nombreux chroniqueurs tels que Vitale, Colonna ou Fra Paolo Olivese.

## Culte

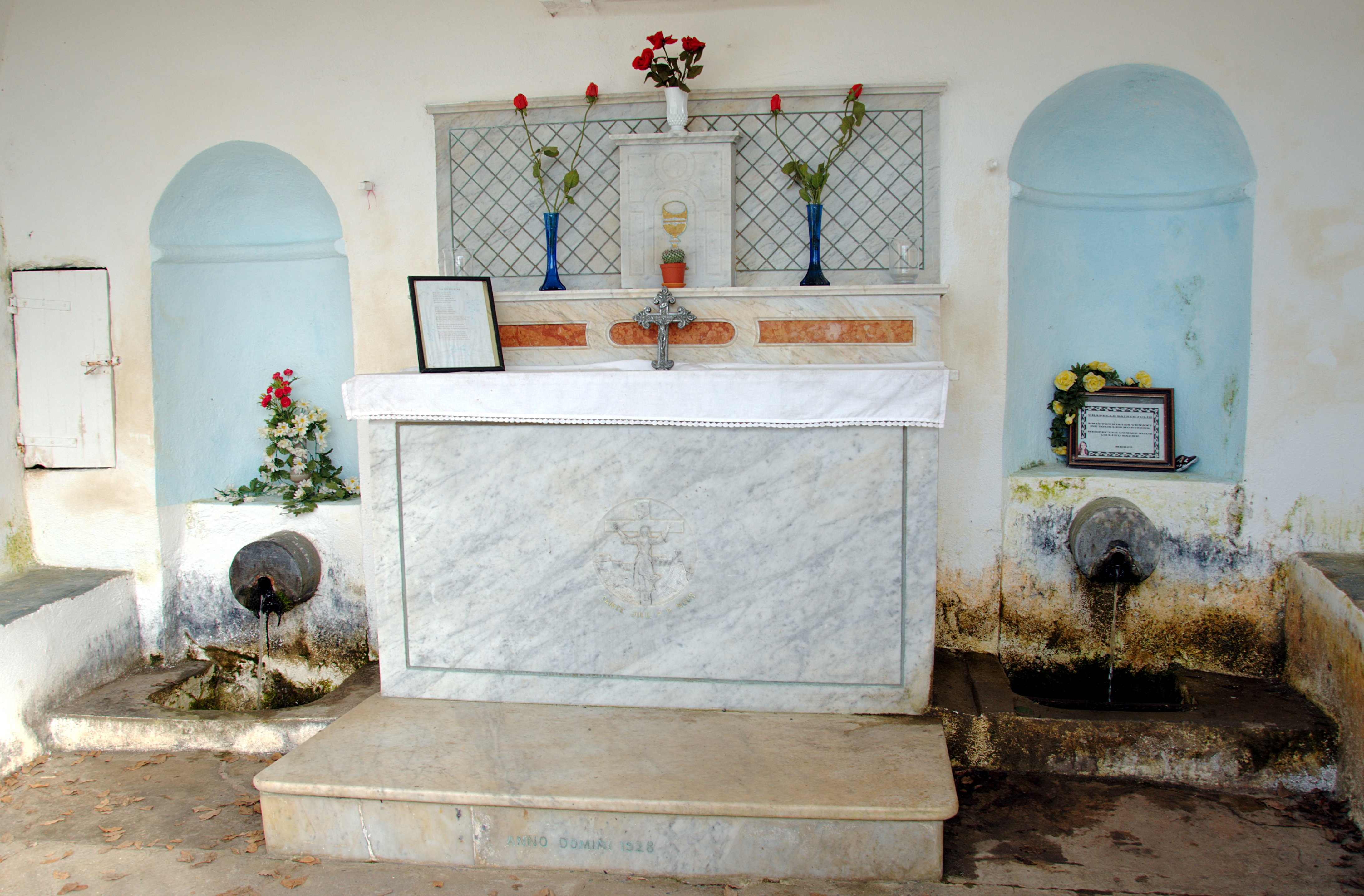
Les fontaines de Santa Ghjulia.

Les versions acceptées par la tradition locale se mélangent et, par exemple, on a vu dans l'iconographie hagiologique sainte Julie crucifiée les seins coupés (ex. toile du XVIe siècle située dans l'église piévane de Nonza).
Les habitants de Nonza rendirent un culte fervent à Julie peu après son martyre. Un sanctuaire fut bâti en contrebas du village, mais détruit par les Barbaresques en 734. La Fontaine des Mamelles, qui ne s'est jamais tarie, attira très tôt une foule de pèlerins, venus de la Corse entière. Ses eaux, considérées comme miraculeuses, devaient opérer de nombreuses guérisons et protéger les mères contre le tarissement de leur lait. Certaines se rendaient en pèlerinage à Nonza, pieds nus, pour s'attirer les faveurs de la sainte. Une plaque célèbre le martyre de Julie sur le rocher de la fontaine.
Aujourd'hui encore, chaque année, la Sainte-Julie, est fêtée à Nonza et dans toute la Corse, par de fastueuses cérémonies. Sainte Julie fut proclamée patronne de la Corse (avec sainte Dévote) par un décret de la Sacrée congrégation des rites du 5 août 1809.
La ville toscane de Livourne est sous son patronage qui lors de sa fête donne lieu à différents événements : pour la vigile, le 21 mai, le palio et l'arrivée par la mer du reliquaire, et le 22 mai une grande procession, avec la présence des autorités religieuses, militaires et civiles.
La basilique Sainte-Julie de Bonate Sotto en Italie lui est dédiée et la ville canadienne de Sainte-Julie est nommée en son honneur.

### Sources et bibliographie
- Vincent J.O'malley, Saints of Africa, Our Sunday Visitor, 2001,  (ISBN 087973373X)
- Gilles Zerlini. Sainte Julie de Corse et autres nouvelles. Éditions Materia Scritta, 2019  (ISBN 9782916402338)